# Palaeohyphantes
Palaeohyphantes là một chi nhện trong họ Linyphiidae.